# آندره گالیاسی
آندره گالیاسی (به پرتغالی: André de Sousa Galiassi) مدافع اهل برزیل است که در شهر سائوپائولو و در تاریخ ۲۲ اوت ۱۹۸۰ به دنیا آمده‌است.
آندره گالیاسی در تیم‌های فوتبال Roma Apucarana سابقهٔ حضور دارد.